# Djonaba
Djonaba è uno dei quattro comuni del dipartimento di Magta-Lahjar, situato nella regione di Brakna in Mauritania. Contava 10.449 abitanti nel censimento della popolazione del 2000.